# أليكسييفكا (مقاطعة ساراتوف)
أليكسييفكا (بالروسية: Алексеевка) هي مدينة في مقاطعة ساراتوف أوبلاست في روسيا.